# Skidmore, Owings and Merrill

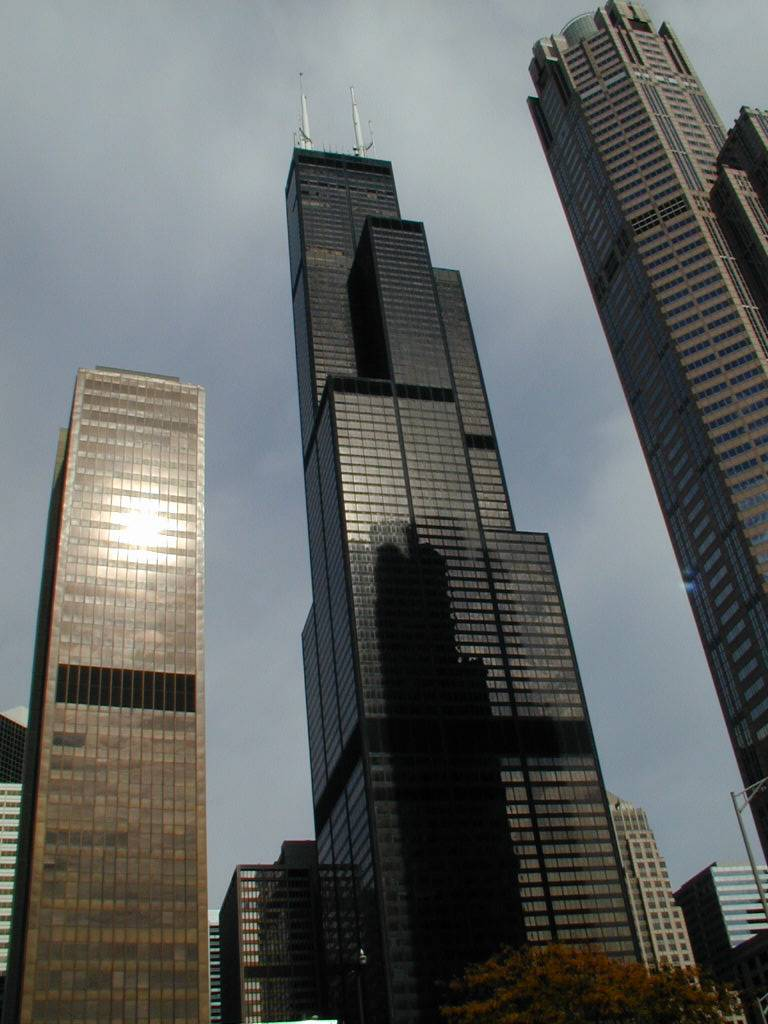
Sears Tower w Chicago

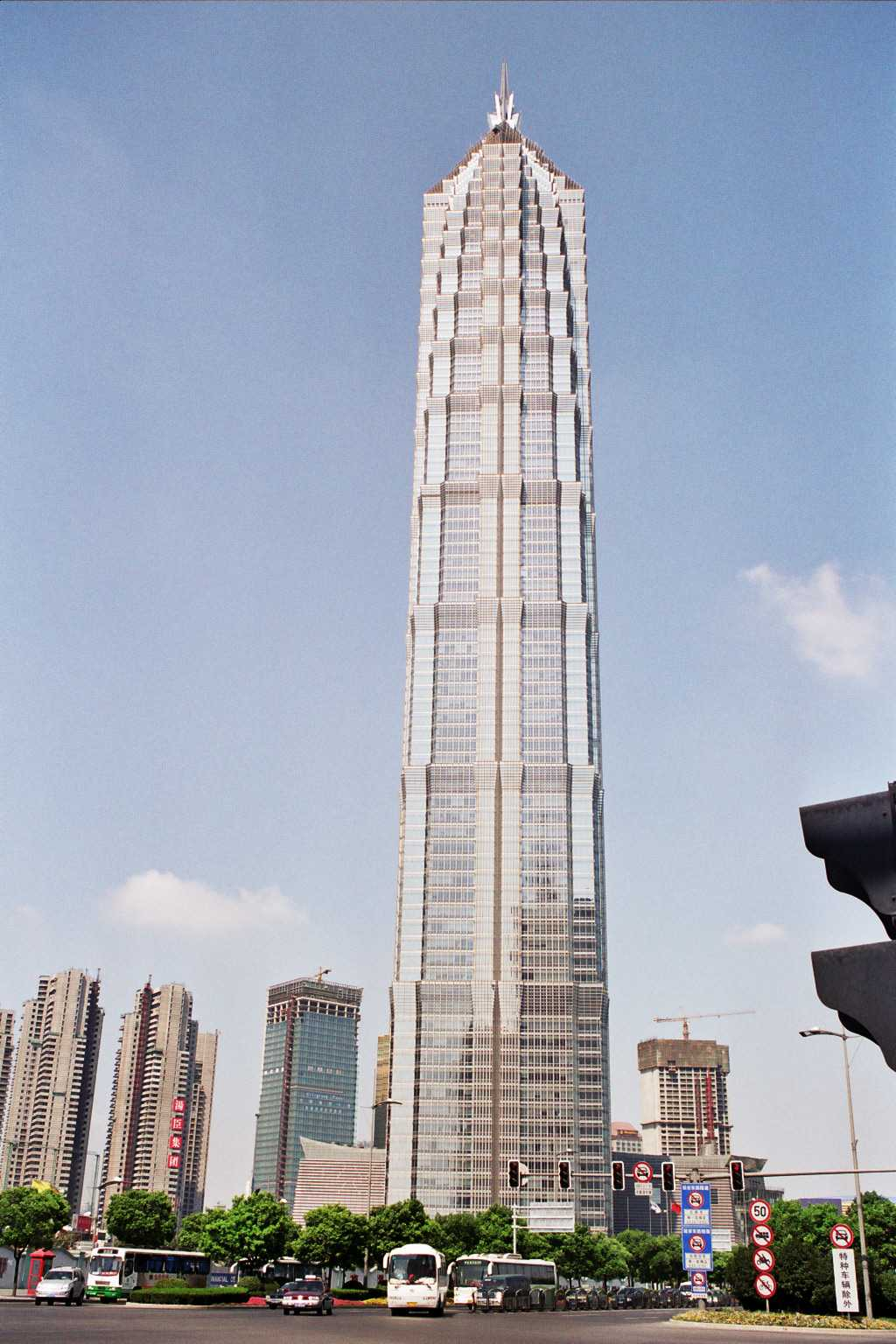
Jin Mao Tower w Szanghaju

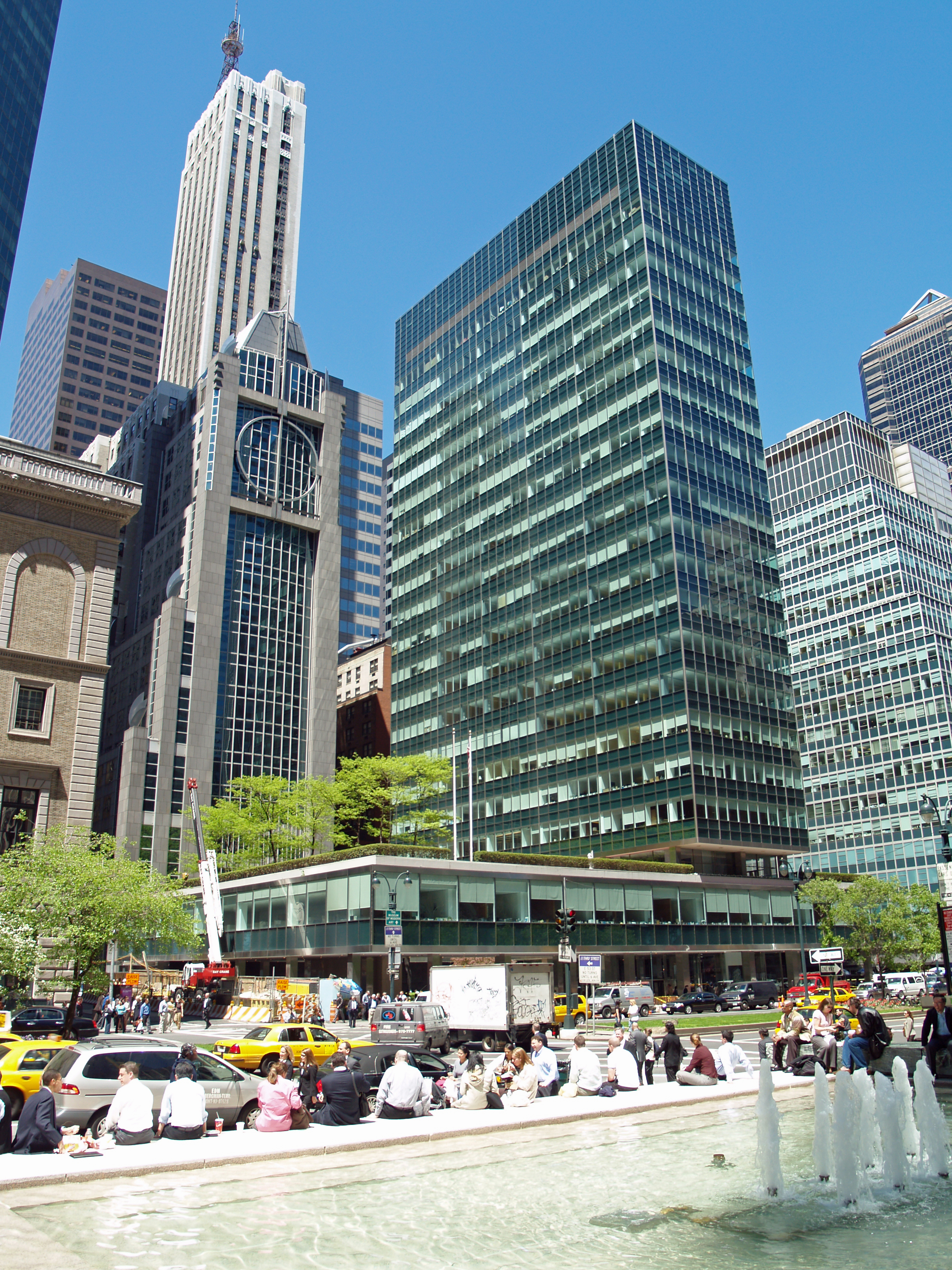
Lever House w Nowym Jorku

Skidmore, Owings and Merrill LLP (SOM) – amerykańskie biuro architektoniczne założone w Chicago w 1936 roku przez Louisa Skidmore’a i Nathaniela Owingsa, do których w 1939 dołączył John Merrill. W roku 1937 powstała filia w Nowym Jorku. SOM przyczyniło się do popularyzacji stylu międzynarodowego, początkowo silnie wzorując się na realizacjach Miesa van der Rohe, by później zwrócić się ku postmodernizmowi. Obecnie stanowi jedno z największych biur projektowych w Stanach Zjednoczonych i specjalizuje się w architekturze typowo komercyjnych biurowców wysokiej klasy, zwłaszcza drapaczy chmur. Najbardziej znani architekci działający w biurze to Gordon Bunshaft, Myron Goldsmith, Bruce Graham, Fazlur Khan i Walter Netsch.
Według informacji rozpowszechnianych przez biuro, liczba jego realizacji przekroczyła już 10 000. SOM posiada obecnie oddziały w Chicago, Nowym Jorku, San Francisco, Waszyngtonie, Los Angeles, Londynie, Hongkongu oraz São Paulo.

## Wybrane realizacje
- Lever House w Nowym Jorku, 1952
- Akademia Amerykańskich Sił Powietrznych, 1958
- „Circle Campus” Uniwersytetu w Chicago, 1965
- Bank of America Center w San Francisco, 1969
- John Hancock Center w Chicago, 1969
- Haj Terminal w Dżuddzie w Arabii Saudyjskiej, 1972
- Sears Tower w Chicago, 1973 – przez pewien czas najwyższy budynek świata
- Carlton Centre Office Tower w Johannesburgu, 1973
- First Wisconsin Plaza w Madison, 1974
- Jin Mao Building w Szanghaju, 1998
- Ambasada Stanów Zjednoczonych w Ottawie, 1999
- Rondo 1 w Warszawie, 2006
- Burdż Chalifa w Dubaju, 2010 – najwyższy budynek świata